# Rok Štraus
Rok Štraus (ur. 3 marca 1987 w Mariborze) – słoweński piłkarz występujący na pozycji pomocnika w NK Celje.

## Kariera
Štraus zaczynał swoją karierę w juniorskiej sekcji NK Maribor. Na początku 2004 roku dołączył do młodzieżowej drużyny włoskiego Interu Mediolan. Następnie przeszedł do Messiny, skąd we wrześniu 2005 roku został wypożyczony do FC Rieti. W styczniu 2006 roku ponownie został wypożyczony, tym razem do Brescii Calcio, gdzie grał przez pół roku. Słoweniec wrócił do Messiny na rok, jednakże trafił na kolejne wypożyczenie – do Salernitany Calcio. W styczniu 2008 roku opuścił Włochy i wrócił do ojczyzny, zostając piłkarzem Publikum Celje. Grał tam przez trzy lata, rozgrywając w sumie 86 spotkań. 21 czerwca 2011 roku Štraus podpisał kontrakt z Cracovią. W 2014 roku przeszedł do PAE Ergotelis. 3 marca 2015 przeniósł się pierwszoligowego Widzewa Łódź, podpisując z nim półroczny kontrakt z możliwością przedłużenia o następne 3 lata. W sierpniu 2015 został zawodnikiem japońskiego, drugoligowego klubu, Yokohama FC.